# Inaliénabilité du domaine royal
 (juin 2012).
Si vous disposez d'ouvrages ou d'articles de référence ou si vous connaissez des sites web de qualité traitant du thème abordé ici, merci de compléter l'article en donnant les références utiles à sa vérifiabilité et en les liant à la section « Notes et références ».
La loi d'inaliénabilité du domaine royal est une loi fondamentale qui rend inaliénable le domaine royal. Indisponible car extrapatrimonial, possession de la Couronne dont le roi est l'usufruitier viager et qui doit être transmise à ses successeurs.

## Explication du texte
La couronne n'est pas un patrimoine héréditaire, dont le successeur pourrait faire ce que bon lui semble (le refuser par exemple). La couronne est transmise au moment même où le souverain décède à son fils aîné. Le Dauphin n'hérite pas du roi, il naît avec cette disposition héréditaire, et ce n'est pas le sacre qui le fait roi. Par exemple, Jean Ier le Posthume n'a jamais été sacré (il est mort à 5 jours), pourtant il est compté parmi les rois de France. Dans Le Songe du Vergier, Evrart de Trémaugon formule un grand principe juridique : « le mort saisit le vif », c'est-à-dire que le fils vivant ne peut renier son héritage, comme si ce dernier l'appelait, l'aspirait...
Cette règle présente une originalité par rapport aux autres règles coutumières, aux autres lois fondamentales du royaume. Car elle trouve bien son origine dans la coutume mais à côté de cela, la formulation de ce principe souligne une pression de l'opinion publique.

## Une pression de l'opinion publique
Au début de la dynastie capétienne, le roi de France se comportait vis-à-vis de son domaine comme un seigneur. En tant que propriétaire, le roi disposait de son domaine. Mais à partir du XIIIe siècle, les sujets du roi de France ont commencé à se préoccuper que le roi puisse vivre des ressources de son royaume. Cependant, le roi pouvait avoir à faire des dépenses extraordinaires, le roi pouvait solliciter une aide à ses sujets, en levant un impôt. À partir de la seconde moitié du XIIIe siècle, ces demandes de contribution exceptionnelles sont allées en se multipliant. La mise en place d'une véritable administration accrut les dépenses publiques. Philippe V, sous la pression de ses sujets en 1318, réforma toutes les aliénations du domaine afin de mettre fin à ces aliénations.
Le principe est consacré plus tardivement par l'édit de Moulins de 1566.